# Carolyn Bourdeaux
Carolyn Bourdeaux (Roanoke, 3 giugno 1970) è una politica statunitense, membro della Camera dei Rappresentanti per lo stato della Georgia dal 2021.

## Biografia
Nata in Virginia, Carolyn Bourdeaux studiò a Yale, conseguì un Master in Public Administration alla University of Southern California e un dottorato all'Università di Syracuse. Lavorò per quattro anni come collaboratrice del deputato e senatore Ron Wyden e nel 2003 divenne docente presso la Georgia State University.
Entrata in politica con il Partito Democratico, nel 2018 si candidò alla Camera dei Rappresentanti contro il deputato repubblicano in carica Rob Woodall. Dopo aver vinto le primarie riuscì a raccogliere numerosi consensi, ottenendo anche l'appoggio pubblico dell'ex Presidente degli Stati Uniti d'America Barack Obama e convogliando l'attenzione dell'opinione pubblica sulla competizione, che fino a quel momento non era stata al centro del dibattito politico nazionale. La campagna elettorale fu estremamente combattuta e al termine dell'election day la gara rientrò tra le "too close to call", ovvero il margine di scarto tra i due candidati risultava talmente tanto ristretto da non consentire di ufficializzare il vincitore. Dopo un riconteggio dei voti, Carolyn Bourdeaux fu dichiarata sconfitta per poco più di 400 preferenze.
Nel 2020, alla successiva tornata elettorale, la Bourdeaux annunciò una seconda candidatura per il seggio. Woodall si ritirò dalla corsa e così la donna affrontò come avversario repubblicano il medico Rich McCormick. Al termine della corsa, Carolyn Bourdeaux risultò vincitrice con uno scarto di 10.000 voti sull'avversario, divenendo l'unica candidata democratica di quella tornata a vincere un seggio detenuto dai repubblicani nello stato della Georgia.
Ricandidatasi alle primarie per le elezioni del 2022, ha perso contro la compagna di partito Lucy McBath.